# Hemiceras climaca
Hemiceras climaca är en fjärilsart som beskrevs av William Schaus 1928. Hemiceras climaca ingår i släktet Hemiceras och familjen tandspinnare. Inga underarter finns listade i Catalogue of Life.